# Юльриш, Лоран
Лоран Бернар Мари Юльриш (фр. Laurent Bernard Marie Ulrich; род. 7 сентября 1951, Дижон, Франция) — французский прелат. Архиепископ Шамбери, Сен-Жан-де-Морьена и Тарантеза с 6 июня 2000 по 1 февраля 2008. Архиепископ-епископ Лилля с 1 февраля по 30 марта 2008. Архиепископ Лилля с 30 марта 2008 по 26 апреля 2022. Архиепископ Парижа с 26 апреля 2022.